# راتراستورپ
راتراستورپ (به انگلیسی: Rothersthorpe) یک روستا و محله مدنی در بریتانیا است که در ساوت نورت‌همپتون‌شر واقع شده‌است. راتراستورپ ۵۰۰ نفر جمعیت دارد.